# Бенуа, Николай Леонтьевич
Никола́й Лео́нтьевич (Людо́викович) Бенуа́ (1 (13) июля 1813, Санкт-Петербург — 11 (23) декабря 1898, там же) — русский архитектор и график из семьи Бенуа, последователь эклектического историзма, один из виднейших петербургских зодчих последнего николаевского и первых пореформенных десятилетий; отец братьев Альберта, Леонтия и Александра Бенуа. Академик (с 1847), профессор (с 1857) и почётный член (с 1896; по новому уставу) Императорской Академии художеств, главный архитектор Петергофа (c 1850), действительный статский советник.

## Биография
Отец Николая Бенуа Луи-Жюль Бенуа (1770—1822) был родом из крестьянской семьи из-под Парижа. Пойдя по стезе придворного служителя, он в конце концов оказался в России, где сделал успешную карьеру: стал придворным метрдотелем при дворе Павла I, а потом — вдовствующей императрицы Марии Фёдоровны. Женился на Анне-Катерине Гроппе, немке по происхождению, в браке с которой у Луи-Жюля Бенуа было 18 детей. Семеро умерли в младенческом возрасте, в живых осталось пятеро сыновей и шесть дочерей. Николай Бенуа родился 1 (13) июля 1813 года. С детства много рисовал.

### Учёба
Окончил известную немецкую школу святого Петра — Петришуле, затем — реформаторскую церковную школу. 1 декабря 1827 года, в возрасте 14 лет при поддержке вдовствующей императрицы, которая была его крёстной матерью, был принят «для изучения архитектуры» в Академию художеств в число казённых воспитанников на полный пансион — причём сразу во второй возраст (класс). Непосредственным наставником Николая Бенуа был адъюнкт-профессор Иван Гомзин. Первую награду «за успехи в науках» Николай Бенуа получил в июле 1829 года, в мае 1831 года он был награждён ещё раз. При распределении академистов по художественным мастерским в феврале 1831 года Николай Бенуа был назначен к академику Василию Глинке, но проучился у него недолго, поскольку в июле того же года Глинка умер. После чего Бенуа перешёл к академику Христиану Мейеру. За созданный в апреле 1834 года проект загородного дома для богатого помещика Николай Бенуа был награждён Малой серебряной медалью. за другие проекты Бенуа был дважды удостоен Большой серебряной медали — в декабре 1834 года и апреле 1835 года. В 1836 году в качестве выпускного проекта Бенуа выбрал проект «Училище правоведения», который получил высокую оценку. На торжественном собрании 27 сентября 1836 года Бенуа за проект училища правоведения была присуждена Большая золотая медаль, также он был награждён шпагой и выпущен из академии со званием художника четырнадцатого класса.

### Начало творческого пути
Окончание Академии художеств с Большой золотой медалью давало право на шестилетнюю стажировку за границей за казённый счёт. Однако, по правилам, воспользоваться ею можно было не раньше, чем через три года после окончании Академии, а до того надлежало получить строительную практику. Бенуа берёт своим помощником архитектор Константин Тон. Для начала молодой архитектор участвует в постройке церкви для лейб-гвардии Семёновского полка в Петербурге, Затем, в январе 1838 года, Тон переводит Бенуа в Москву — рисовальщиком при сооружении Храма Христа Спасителя. В конце мая 1840 года, получив награду в 1000 рублей ассигнациями «за труды по постройке храма во имя Христа Спасителя», Бенуа начинает готовиться к заграничной поездке. Перед отъездом отправляющиеся за границу были приняты императором Николаем I.
В 1840—1846 годах находился за границей. Зиму 1840—1841 года Николай Бенуа проводит в Риме, изучая архитектуру этого города. Весной 1841 года он отправляется в поездку по городам Северной Италии, Германии, Австрии и Швейцарии, посещая в частности Парму, Болонью, Пьяченцу, Венецию, Кёльн, Ахен. В конце 1842 года Николай Бенуа вместе А. И. Кракау, А. И. Резановым, А. К. Росси и Ф. И. Эппингером уезжают в Орвието, небольшой городок под Римом, где принимаются за весьма сложную работу — делают обмеры городского собора. Эта работа была отмечена общественностью города Орвието — в честь российских архитекторов была выбита памятная медаль с их фамилиями и изображением собора. В декабре 1845 года Италию посещает Николай I, который встречается c архитекторами, изучает их работы; с Бенуа и Резановым император имел продолжительную беседу и остался весьма доволен уровнем знаний и умений. В 1846 году зарубежная стажировка заканчивается, и Бенуа возвращается в Россию, посетив на обратном пути Францию и Англию. В ходе шести с половиной лет, проведённых за границей, Бенуа проникся идеями романтизма — нового веяния в архитектуре, набиравшего популярность — которые органично легли на его классическое образование, полученное в Академии художеств.
После возвращения в Россию 18 декабря 1846 года был принят на службу в Кабинет Его Императорского Величества с жалованием, «равным содержанию профессора II степени, то есть по 715 руб. серебром в год». Николай I благоволил к молодому архитектору, и Бенуа получал небольшие заказы от царской семьи: католический алтарь из малахита, предназначенный в подарок королю Сардинии Карлу Альберту, бронзовые столы для Нового Эрмитажа и многое другое. В 1847 году получил звание академика. Свои первые архитектурные композиции на родине Бенуа делает по частным заказам: сохранились эскизы двух проектов церквей для малороссийских помещиков, в отчётах Академии художеств за 1847—1848 годы упоминаются также проект галереи для Петергофского дворца и постройка частного лечебного заведения в Петербурге.

### Работы в Петергофе
1847 году Бенуа присваивается звание академика. В августе того же года он получает первый большой проект — строительство в Петергофе придворных конюшен в готическом стиле (так называемых Готических конюшен). Молодой архитектор, вдохновлённый величественными готическими памятниками архитектуры, с которыми он познакомился во время европейской поездки, с энтузиазмом берётся за работу. В ходе строительства Николай Бенуа совершает смелый поступок. Согласно его задумке, яркой деталью этого архитектурного комплекса должна была стать перспектива, открывающая при въезде в конюшни через главные ворота. Для этого Николай Бенуа разместил во внутреннем дворе конюшен на оси центральных ворот ещё два аналогичных арочным проезда, что создавало впечатление широкого открытого пространства внутреннего двора. Николай I, который лично рассматривал проекты строившихся для императорского двора зданий, внёс изменения в проект, поместив здание кузницы по оси ворот. Бенуа, видя что решением императора его перспективная композиция рушится, делает эскиз, который с помощью иллюстрированный вклейки позволяет визуально представить два варианта архитектурного решения. Один вариант изображает свободную перспективу трёх арочных проездов, а другой — тот же самый вид, но заслонённый кузницей. Перечить решению императора считалось нарушением придворного этикета, крайне дерзким поступком, поэтому министр императорского двора Пётр Волконский, которому Бенуа принёс свои чертежи, даже не хотел нести их на представление Николаю I. Однако архитектор был настойчив, и Волконский, выйдя из царского кабинета, сказал: «Государь много смеялся твоей дерзости, но согласился сделать по твоему!…».
В 1850 году Бенуа становится главным архитектором при Петергофском дворцовом управлении. В 1854 году, когда подходит к концу строительство придворных конюшен, архитектор удостаивается ордена Святого Владимира IV степени. В том же году он получает два новых заказа: от императорского двора — на постройку рядом с Большим Петергофским дворцом корпусов для размещения фрейлин и от барона Штиглица — на сооружение железнодорожного вокзала в Петергофе. Фрейлинские корпуса были выполнены в стиле барокко, с тем, чтобы здания органично вписались в ансамбль Большого дворца, а вокзал возведён в стиле неоготики. Одновременно с петергофским вокзалом Бенуа занимался строительством небольших железнодорожных станций возле Петербурга: в Стрельне (1856), Сергиево (1855—1857) и Красном Селе (1858).
В 1850 году в Петергофе Николай Бенуа вместе с прославленным архитектором Альбертом Кавосом спроектировал и построил здание почты в готическом стиле. Бенуа в 1848 году женился на дочери Кавоса Камилле (1828—1891) и в дальнейшем два архитектора не раз работали вместе. Бенуа возвёл в Петергофе ещё ряд менее значительных объектов: Госпиталь со службами (1850—1857), Официантский дом (1856), Верхнесадский министерский дом (1861—1868), каменную богадельню в Егерской слободе «в память императора Николая I» (1871—1876). Кроме того, будучи главным архитектором Петергофского дворцового управления, Бенуа осуществлял руководство многочисленных преобразований и реконструкций Большого дворца и других сооружений дворцово-паркового ансамбля.
В 1875 году Николай Леонтьевич Бенуа покинул службу в Министерстве императорского двора, связанную с Петергофом.

### Работы в Лисине
В 1852—1862 годах работал в Лисинском учебном лесничестве. За заслуги по возведению лисинских построек архитектор Н. Л. Бенуа получил второй орден — Св. Станислава 2-й степени.
В 1863—1873 годах — главный архитектор императорских театров. С 1872 года становится во главе строительного отделения Городской управы Санкт-Петербурга. В 1880—1893 годах — председатель Петербургского общества архитекторов.
С 1877 года — гласный Санкт-Петербургской городской думы.
Н. Л. Бенуа умер 11 (23) декабря 1898 года в Петербурге. Был похоронен в крипте сооружённого им католического храма Посещения; там же рядом были ранее погребены его супруга Камилла Альбертовна, их рано умершие сын Юлий и дочь Луиза, а также внучка — дочь скульптора Евгения Лансере Екатерина. Вместе со всем Выборгским некрополем (за известными исключениями) захоронения Бенуа были уничтожены после Революции 1917 года — могилы были разграблены, останки утрачены.

## Работы архитектора
в Санкт-Петербурге
- Костел Посещения Пресвятой Девы Марии на Выборгском римско-католическом кладбище (1856—1859, 1877—1879)[24]
- Дом князя Касаткина-Ростовского (1869—1870, наб. Мойки, 84)[25]
- в Александровском саду: фонтан перед фасадом (1876—1877) Адмиралтейства в соавторстве с А. Р. Гешвендом[26], деревянная оранжерея и жильё для садовника (1885) в рамках работ по благоустройству сада[26].
- Городской Арестный дом (1877, наб. р. Монастырки, 9), совместно с А. Р. Гешвендом[27], сегодня — Областная больница имени доктора Ф. П. Гааза.
- Здание Общества взаимного поземельного кредита (1877—1880, Адмиралтейская наб., 14), совместно с А. И. Кракау[28].
- Доходные дома на Лиговском пр., 96 (1862)[29], Вознесенском пр., 5 (1895)[30], ул. Рылеева, 15 (дом В. К. Кребера, 1873—1874)[31].
- Дом Ф. К. Шульца (1871—1872, Литейный пр., 16)[32].
- Гостиный двор (Санкт-Петербург): В 1886—1887 годах главный фасад здания, выходящий на Невский проспект, был видоизменен (пышно декорирован) по проекту Н. Л. Бенуа.

в Петергофе
- Императорские главные конюшни (1848—1855), построенные в стиле английской готики[33]
- Здание почты (1850), совместно с А. К. Кавосом

- Здание вокзала (1855—1857)

- Фрейлинские корпуса (1853—1858), в одном из которых теперь находится музей семьи Бенуа[34]
- перестройка «Большого грота», «Шахматной горы» и «Золотой горы».
- пристройка Северного флигеля к Шереметевскому дворцу (1867 год).

в Лисинском учебном лесничестве
(современный посёлок Лисино-Корпус)
- здание Егерского училища (1852—1855)
- здание Императорского охотничьего дворца (1853—1860)
- Храм Лесного Департамента во имя Происхождения честных древ Честнаго и Животворящего Креста (1858—1862).

в других местах
- станции Петергофской железной дороги в Стрельне, Красном Селе, Сергиево,
- Летний театр в Павловске (1875),
- каменная церковь Тихвинской иконы Божией Матери «Крылечко» (1860—1865) и церковь Воздвижения Креста Господня в Тихвинском Успенском монастыре[35],
- Шведский театр в Гельсингфорсе (1864—1867, в 1930-е перестроен Ээро Саариненом).

- усадьба в селе Высоком Смоленской области (остались лишь развалины)[36].

## Семья
Благодаря браку с Камиллой Кавос (27.07.1828—23.04.1891), дочерью архитектора венецианского происхождения Альберта Кавоса, выстроившего среди прочего Мариинский театр, Николай Бенуа оставил потомство, оставившее заметный след в русской художественной культуре.

## Награды
- Орден Святого Владимира IV степени (1854) — за работы в Петергофе[37].
- Орден Святого Станислава II степени (1858) — за работы в Лисино[38].
- Орден Святой Анны II степени (1863).
- Орден Святого Владимира III степени (1865) — за работу над зданием Петровской земледельческой и лесной академии[39].
- Орден Святого Станислава I степени (1877).
- Орден Святой Анны I степени (1886) — к пятидесятилетию творческой деятельности[40].